# Trimethylsilylisothiocyanat
Trimethylsilylisothiocyanat kann als mit der Trimethylsilylgruppe geschützte, unbeständige Isothiocyansäure HNCS aufgefasst werden – die im tautomeren Gleichgewicht mit der ebenfalls unbeständigen Thiocyansäure HSCN steht. Die Verbindung ist Ausgangsstoff für Thiocyanate und Isothiocyanate, Thioharnstoffe und stickstoff- und schwefelhaltige (mit Ausnahme des 1,3,4-Oxadiazols) Heterocyclen.

## Herstellung
Trimethylchlorsilan reagiert mit überschüssigem Silberisothio-cyanat in inerten Lösungsmitteln bei 80 °C in ca. 85 % Rohausbeute zu Trimethylsilylisothiocyanat.
Präparativ vorteilhafter erscheint die Reaktion von wasserfreiem Natriumthiocyanat NaSCN in einem Soxhlet-Aufsatz mit siedendem Chlortrimethylsilan, bei der nach fraktionierter Destillation des Extraktionsgemisches Trimethylisocyanatosilan in 78 %iger Ausbeute entsteht.

## Eigenschaften
Trimethylsilylisothiocyanat ist eine klare farblose bis hellgelbe und unangenehm stechend riechende Flüssigkeit, die mit Wasser unter Zersetzung reagiert. Mit Ethanol bildet sich unbeständige Isothiocyansäure, die sich rasch weiter umsetzt.

## Anwendungen

### Thiocyanate und Isothiocyanate
Trimethylsilylisothiocyanat eignet sich als Reagenz zur Einführung von Thiocyanat- und Isothiocyanatgruppen sowie von funktionellen stickstoffhaltigen Heterocyclen.
So sind Alkylthiocyanate unter milden Reaktions-bedingungen in teils sehr guten Ausbeuten (> 90 %) durch Reaktion von TMSNCS mit Alkylhalogeniden in Gegenwart des Phasentransferkatalysators Tetrabutylammoniumfluorid n-Bu4NF zugänglich.
Die Umsetzung von TMSNCS mit Aldehyden, wie z. B. Isobutanal liefert in Gegenwart katalytischer Mengen der Lewis-Säure Zinkchlorid ZnCl2 über das cyclische Trioxan-Trimer in hoher Ausbeute (89 %) einen α,α'-Di-isothiocyanatoether.

### Stickstoffhaltige fünfgliedrige Heterocyclen
In einer Variante der Hantzschschen Thiazolsynthese wird mit Trimethylsilylisothiocyanat und aromatischen bzw. primären und sekundären aliphatischen Aminen substituierte Thioharnstoffe gebildet, die mit α-Bromcarbonylverbindungen zu 2-Aminothiazolen cyclisiert werden können. Als Mehrkomponentenreaktion kann diese Umsetzung auch durch Zugabe von TMSNCS, der Base Triethylamin und einem Amin zu einem α-Bromketon in Ethanol durchgeführt werden.
2-Aminothiazole sind vielseitige Synthesebausteine für Pharmawirkstoffe, wie z. B. der H2-Rezeptor-Antagonist Famotidin, das Cephalosporin-Antibiotikum Cefdinir, das nichtsteroidale Antirheumatikum Meloxicam oder der Proteinkinaseinhibitor Dasatinib.
3-Mercapto-1,2,4-triazole entstehen bei der Reaktion von TMSNCS mit Carbonsäurehydraziden über die Zwischenstufe der Thiosemicarbazide durch deren Cyclisierung mittels Natronlauge.
3-Mercapto-1,2,4-triazole sind Bausteine für Wirkstoffe unterschiedlicher pharmakologischer Aktivität.
2-Amino-1,3,4-thiadiazole sind in einer Eintopfreaktion von TMSNCS mit Säurehydraziden in Ethanol in Gegenwart von konzentrierter Schwefelsäure in hohen Ausbeuten zugänglich.
2-Amino-1,3,4-thiadiazol ist das Grundgerüst für den Carboanhydrasehemmer Acetazolamid, das Nitroimidazol Megazol gegen die Chagas-Krankheit und die afrikanische Trypanosomiasis, sowie für antimikrobielle Substanzen mit anderen Wirkspektren.
Analog dazu sind 2-Amino-1,3,4-oxadiazole durch Eintopfreaktion von TMSNCS mit Säurehydraziden in Ethanol und Zugabe einer alkalischen Iod/Kaliumiodid-Lösung, wobei das intermediär entstehende Thiosemicarbazid unter Cyclisierung und Schwefelabspaltung (Cyclodesulfurierung) in hoher Ausbeute in das entsprechende Aminooxadiazol übergeht.
Derivate des 2-Amino-1,3,4-oxadiazol zeigen ebenfalls vielfältige pharmakologische Eigenschaften.
Weitere Reaktionen von TMSNCS zur Einführung der Isocyanatgruppe, z. B. bei der Umwandlung von Alkenen in Diisocyanate sind berichtet.